# 南台科技大学
南台科技大学（なんたいかぎだいがく、Southern Taiwan University of Science and Technology）は、台湾台南市永康区に位置する私立大学である。正式名称は南台学校財団法人南台科技大学。略称南台科大。

## 概観
台湾の学制によるところの科技大学である。前身の私立南台工業技芸専科学校は1969年に設立され、1970年に設立された私立永光工業専科学校と合併した。
2002年4月、中華民国の經濟部智慧財產局に「南科大」（S.T.U.T）の略称を申請し、以降この略称は南台科技大学にのみ用いられる。
校訓
- 義 ─ 不忘義
- 誠 ─ 不欺騙
- 實 ─ 不虛偽

校歌
作詞：辛文炳　作曲：辛永秀
赤崁城邊，樂育英才。
造福社會，建設國家。
學術技術都發揚，
春風化雨滿天下。
南臺！南臺！您的氣勢磅礡。
南臺！南臺！您的光芒四射。
校章（校徽）
1990年8月、私立南台工商専科学校と改名された同年、校章デザインのコンペを開催し、同年の9月28日に銘傳管理学院の学生である林翔玄のデザインが新しい校章として正式に採用された。
- 青い六角形

南台科技大学の校章

六角形のネジの頭の形状は工学とデジタルデザインを表し、青はこれらの安定性と純度を表現している。
- 赤い丸

丸い銅貨の形状は商学と管理、人文社会学を表し、赤はこれらの親しみと活気のある様を表現している。
- 六角形と丸の重なり

「人間は中心であり、産業と商業は翼であり、それらが融合して前進し、果てしない活力を蓄積し、卓越し、頂点に向かう」というメッセージを表現している。
- 中央の太極

人文思想の理念、科技教育の実践、変化と繁殖、変化して新しいものが生まれることが止まないことを表現している。

## キャンパス

キャンパスのマップ

台湾台南市永康区にキャンパスを有する。
1. 電機一館（A）
2. 電機二館（B）
3. 進修部&研究發展大樓、資訊工程館（C）
4. 管理與資訊館（D）
5. 修齊大樓（E）
6. 資訊傳播館（F）
7. 化工暨生物科技館（G）
8. 學生宿舍（H1、H3、H5、H6）
9. 育成中心（H2）
10. 校際聯盟產業技術兼實習大樓（I）
11. 電子二館（J）
12. 機械館（K）
13. 綜合大樓（L）
14. 人文藝術中心（M）
15. 文炳館（N）
16. 電子暨物流實習館（P）
17. 光電工程館（Q）
18. 汽車工程館（R）
19. 管科大樓（S）
20. 教學研究大樓（T）
21. 優活館（U）
22. 能源工程館（V）
23. 磅礡館（Ｗ）
24. 創思設計坊（X）
25. 三連堂體育館（Y）
26. 西淮館（Z）

## 歴史
| 年     | 月日     | 事跡 |
| ------ | -------- | --- |
| 1965年 | -        | 5年制の「南台工業技芸専科学校」として開校 |
| 1969年 | 12月15日 | 工業電子、機械技術、紡織技術、漁産製造の4科で2年制の「私立南台工業技芸専科学校」開学。この日を校慶日とする。                                            |
| 1971年 | 4月      | 「永光工業専科学校」と改称 |
| 1972年 | 3月      | 5年制工専の新設および既設の2年制技芸専科学校との合併が許可され、「私立南台工業専科学校」と改称。電子工程、機械工程、電機工程、化学工程の4科を募集する。 |
| 1973年 | 3月      | 紡績技術科を停止し、工業管理科を増設。 |
| 1982年 | -        | 2年制夜間部を設置 |
| 1990年 | -        | 商業科を開設し、「私立南台工商専科学校」と改称。 |
| 1996年 | -        | 技術学院に改制し、「私立南台技術学院」と改称。2年制大学部の募集開始。専科は付設とする。                                                                 |
| 1999年 | 8月1日   | 大学に昇格、「南台科技大学」と改称。専科募集停止。 |
| 2000年 | -        | 修士課程を設置。 |
| 2002年 | -        | 博士課程を設置。 |

## 組織
| | |
| - 工学部 - 電子工学科（研究科） - 電機工学科（研究科） - 機械工学科（研究科） - 化学材料工学科（研究科） - バイオテクノロジー学科（研究科） - 情報工学科（研究科） - 光電工学科（研究科） - 通信工学研究科 - 機械電機科技博士課程 - 商学と管理学部 - e-ビジネス学士課程 - 経営管理博士課程 - 情報管理学科 - 情報管理修士課程 - ビッグデータ修士課程 - レジャー事業管理学科（研究科） - 金融法学研究科 - ホスピタリティマネジメント学科（研究科） - EMBA修士課程 - マーケティングと物流管理学科（研究科） - 会計情報学科（研究科） - GMBA修士課程 - 工業情報管理学科（研究科） - 国際企業学科（研究科） - 財務金融学科（研究科） - 企業管理学科 - 企業管理修士課程 - 人事労務管理修士課程 | - 人文社会学部 - 幼児保育学科 - 応用英語学科（研究科） - 応用日本語学科（研究科） - 高齢者保育福祉学科 - リーダーシップと評価教育研究科 - 教員養成センター - 言語センター - デジタルデザイン学部 - 視覚コミュニケーションデザイン学科（研究科） - 情報コミュニケーション学科（研究科） - マルチメディア・ゲーム科学学科（研究科） - クリエイティブプロダクトデザイン学科（研究科） - ポピュラー音楽産業学科 - 研究センター - 光電半導体センター - ナノテクノロジーセンター - 物流研究センター - 市場調査研究センター - スポーツ教育センター - 教養課程センター - 中国語センター - 南台科技大学中国語センター |

## 歴代学長
| 代    | 氏名   | 任期         |
| ----- | ------ | ------------ |
| 初代  | 辛文炳 | 1969 － 1989 |
| 第2代 | 張信雄 | 1989 － 2007 |
| 第3代 | 戴謙   | 2007 － 2018 |
| 第4代 | 盧燈茂 | 2018 －2022  |

## 主な出身者
- 竇智孔：歌手、俳優
- 劉育辰（中国語版）：元プロ野球選手
- 劉芙豪：元プロ野球選手
- 峮峮（チュンチュン）：タレント・チアリーダー

## 交通
- 臺鐵縱貫線大橋駅下車

## 日本の協定大学
- 千葉大学
- 熊本大学
- 早稲田大学
- 立命館大学
- 東京都市大学
- 芝浦工業大学
- 大阪工業大学
- 工学院大学
- 東京工科大学
- 静岡理工科大学
- 明治学院大学
- 國學院大學
- 大阪学院大学
- 青森中央学院大学
- 日本経済大学
- 久留米大学
- 三重大学